# Rosie Taylor-Ritson
Rosie Taylor-Ritson (Brighton, 18 febbraio 1995) è un'attrice britannica, nota per aver interpretato il ruolo di Celia Gray nel film Tata Matilda e il grande botto e quello di Ella nella pellicola Strangers Within.

## Filmografia
- Tata Matilda e il grande botto (Nanny McPhee and the Big Bang), regia di Susanna White (2010)
- Strangers Within, regia di Liam Hooper (2015)